# World Unity Football Alliance
La World Unity Football Alliance (WUFA) è un'associazione internazionale che raccoglie alcune delle federazioni calcistiche non affiliate alla FIFA, in maniera analoga a quanto fatto già dal NF-Board e dalla CONIFA. La WAFU non ha una struttura gestionale centralizzata. Tra i membri della WUFA vi sono 11 federazioni che sono parte anche della CONIFA (il Darfur ha lasciato la CONIFA prima di aderire alla WUFA), mentre altre 3 sono parte del COSANFF.

## Storia
La WUFA è stata fondata nel 2020, quando i 9 membri originari ne annunciarono la costituzione. L'8 luglio si è unito anche lo Yorkshire (seguito a un anno di distanza, il 7  luglio 2021, dal Kashmir) il 13 luglio venne annunciata una partnership con il COSANFF e il 12 settembre la WUFA ha annunciato il suo primo torneo, in programma per il 2021: le WUFA World Series.
Il 6 aprile 2021, il Surrey venne annunciato come ospitante della prima fase delle WUFA World Series. Tuttavia tutte le partite sono state giocate a porte chiuse a causa in parte delle restrizioni COVID-19 imposte dal governo britannico. Il 29 giugno 2021, la WUFA ha annunciato l'intenzione di organizzare la WUFA Women's World Unity Cup, il suo primo torneo internazionale di calcio femminile.
Il 18 febbraio 2022, la WUFA ha annunciato l'elezione del suo primo Segretario Generale, il britannico Danny Clark (già presidente e fondatore della federazione del Surrey), il quale ha ricoperto la carica dal 15 marzo al 30 giugno 2023.

## Membri
Asia (6)
- All Black FC Hong Kong
- Karen
- Kashmir
- Manciuria
- Papua occidentale
- Tamil Eelam

Africa (5)
- Barawa
- Isole Chagos
- Darfur
- Matabeleland
- Sahara Occidentale

Nordamerica (4)
- California
- Cuzcatlán
- Los Altos
- Terranova e Labrador

Sudamerica (6)
- Amapa
- Comunità armena in Argentina
- Guayana
- Mapuche
- Saõ Paulo
- Isola di Pasqua

Europa (3)
- Parrocchie di Jersey
- Surrey
- Yorkshire

## Competizioni
- WUFA World Series
- WUFA Men's World Unity Cup
- WUFA Women's World Unity Cup